# Ricardo Prado

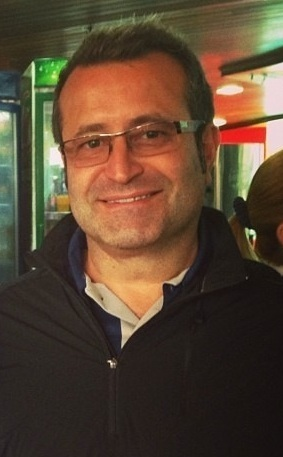
Ricardo Prado (2013)

Ricardo Prado (* 3. Januar 1965 in Andradina, São Paulo) ist ein ehemaliger brasilianischer Schwimmer. Er gewann bei Olympischen Spielen eine Silbermedaille, bei Weltmeisterschaften eine Goldmedaille und bei Panamerikanischen Spielen je zwei Gold-, drei Silber- und zwei Bronzemedaillen.

## Karriere
Prados internationale Karriere begann bei den Panamerikanischen Spielen 1979 in San Juan. Dort wurde er Achter über 200 Meter Lagen und Siebter über 400 Meter Lagen. Bei den Olympischen Spielen 1980 in Moskau trat Prado zunächst über 100 Meter Rücken an und belegte den 28. Platz. Über 400 Meter Lagen verpasste er als Zwölfter der Vorläufe den Finaleinzug um zweieinhalb Sekunden, während sein Landsmann Djan Madruga das Finale erreichte.
Bei den Weltmeisterschaften 1982 in Guayaquil trat Prado in fünf Disziplinen an. Über 400 Meter Lagen gewann er in der Weltrekordzeit von 4:19,78 Minuten mit über drei Sekunden Vorsprung vor Jens-Peter Berndt aus der DDR. Nach einem neunten Platz über 200 Meter Rücken und einem vierten Platz über 200 Meter Schmetterling wurde er Achter über 200 Meter Lagen. Ebenfalls den achten Platz erreichte die brasilianische 4-mal-100-Meter-Lagenstaffel. Von 1982 bis 1986 studierte Prado an der Southern Methodist University und startete für deren Sportteam, die SMU Mustangs. Bei der Universiade 1983 in Edmonton gewann Prado über beide Lagendistanzen die Bronzemedaille, Sieger war jeweils der Kanadier Alexander Baumann. Bei den Panamerikanischen Spielen in Caracas war Baumann nicht dabei und Prado siegte sowohl über 200 als auch über 400 Meter Lagen. Über 200 Meter Rücken wurde er Zweiter hinter Rick Carey aus den Vereinigten Staaten und über 200 Meter Schmetterling wurde er ebenfalls Zweiter hinter Craig Beardsley, gleichfalls aus den Vereinigten Staaten.
Bei den Olympischen Spielen 1984 in Los Angeles fand zunächst der Wettbewerb über 400 Meter Lagen statt. Baumann siegte in 4:17,41 Minuten vor Prado in 4:18,45 Minuten. Über 200 Meter Rücken siegte Rick Carey vor dem Franzosen Frédéric Delcourt und dem Kanadier Cameron Henning. 0,68 Sekunden hinter Henning schlug Prado als Vierter an. Sowohl über 200 Meter Schmetterling als auch über 200 Meter Lagen erreichte Prado nur das B-Finale und zog daraufhin zurück. Die brasilianische Lagenstaffel mit Ricardo Prado, Luiz Carvalho, Marcelo Jucá, und Cyro Delgado verpasste mit der zwölftbesten Zeit der Vorläufe den Finaleinzug.
1985 siegte Prado bei der Universiade in Kōbe über 400 Meter Lagen und wurde Dritter über 200 Meter Lagen. Bei den Pan Pacific Swimming Championships in Tokio siegte er über 400 Meter Lagen, wurde Dritter über 200 Meter Schmetterling und Vierter über 200 Meter Rücken. 1986 bei den Weltmeisterschaften in Madrid wurde Prado Zehnter über 400 Meter Lagen. Zum Abschluss seiner internationalen Karriere gewann er bei den Panamerikanischen Spielen 1987 in Indianapolis die Silbermedaille über 200 Meter Rücken hinter Mike O’Brien aus den Vereinigten Staaten. Über 200 Meter Lagen wurde er Dritter hinter zwei Schwimmern aus den Vereinigten Staaten. Die brasilianische Lagenstaffel mit Prado als Rückenschwimmer gewann ebenfalls Bronze.